# Willard Ikola
Willard John Ikola, född 28 juli 1932 i Eveleth i Minnesota, död 20 januari 2025, var en amerikansk ishockeymålvakt.
Ikola blev olympisk silvermedaljör i ishockey vid vinterspelen 1956 i Cortina d'Ampezzo.